# 886年
| 千纪： | 1千纪                                                                                           |
| 世纪： | 8世纪 \| 9世纪 \| 10世纪                                                                        |
| 年代： | 850年代 \| 860年代 \| 870年代 \| 880年代 \| 890年代 \| 900年代 \| 910年代                       |
| 年份： | 881年 \| 882年 \| 883年 \| 884年 \| 885年 \| 886年 \| 887年 \| 888年 \| 889年 \| 890年 \| 891年 |
| 纪年： | 丙午年（马年）；唐光啟二年；南诏贞明承智大同十年；日本仁和二年                                  |

## 大事记
- 錢鏐攻破越州，將劉漢宏斬於會稽街市，錢鏐為杭州刺史，董昌升任浙東觀察使、檢校太尉、隴西郡王等職。

## 出生
- 南吳烈宗楊渥

## 逝世

### 中國
- 劉漢宏，唐末軍事人物。
- 高仁厚，唐末軍事人物。

### 新罗
- 宪康王，姓金名晸，是新罗第四十九代君主。

### 东罗马帝国
- 巴西尔一世，东罗马帝国皇帝。